# Cherry Bullet
Le Cherry Bullet (체리블렛?, Cheri BeulletLR) sono state un gruppo musicale sudcoreano formatosi a Seul nel 2019. Il gruppo, composto da sette membri, ha debuttato il 21 gennaio 2019 con il singolo Let's Play Cherry Bullet. Il gruppo si è ufficialmente sciolto il 22 aprile 2024.

## Storia

### Prima del debutto
Park Hae-yoon è stata precedentemente presentata come una delle apprendiste femminili per rappresentare la FNC Entertainment nello show musicale di competizione Produce 48. Tuttavia, classificatasi al 19º posto, non è riuscita a debuttare nel gruppo dello show, Iz*One.
Kim Bora è stata una tirocinante di Music K Entertainment. Sia lei che Choi Yu-ju sono apparse nell'highlight reel di Love Yourself: Her dei BTS. Yuju ha fatto inoltre un'apparizione nel video musicale degli Honeyst di "Someone To Love".
Heo Ji-won ha fatto un provino per la prima stagione di K-pop Star con la canzone "Because Of You" di Kelly Clarkson, per poi diventare una tirocinante alla Starship Entertainment. Nel 2012 è apparsa nel video musicale di "White Love" di Starship Planet.

### 2018-2019: Debutto con Let's Play Cherry Bullet, cambi di formazione e nuovi singoli
Il reality show di debutto del gruppo, Insider Channel Cherry Bullet, è stato presentato per la prima volta il 28 novembre 2018 su Mnet. Il reality show è stato fatto per presentare il gruppo e ciascuno dei suoi 10 membri agli spettatori.
Il loro primo album singolo, Let's Play Cherry Bullet, consisteva nella loro canzone apripista, "Q & A", e altre due tracce, "Violet" e "Stick Out". Il singolo è stato pubblicato, contemporaneamente al video musicale per "Q & A", il 21 gennaio 2019. Il loro debutto è stato presentato lo stesso giorno alla YES24 Live Hall di Gwangjin-gu, a Seul.
Il 9 maggio 2019 viene rivelato che le Cherry Bullet avrebbero pubblicato un nuovo album singolo il 22 maggio, intitolato Love Adventure, con il brano apripista "Really Really". Nel luglio, le Cherry Bullet tuttavia promuovono il nuovo singolo con l'assenza di Kokoro e LinLin, esibendosi quindi in otto. Il 13 dicembre dello stesso anno, l'agenzia del gruppo ha ufficialmente annunciato che LinLin, Kokoro e Mirae avrebbero abbandonato il gruppo, e che le Cherry Bullet avrebbero continuato come un gruppo composto da sette membri.

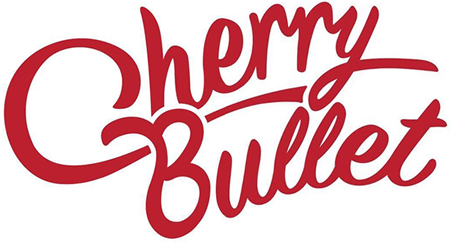
Logo ufficiale delle Cherry Bullet.

### 2020-presente:Cherry Rush,Girls Planet 999eCherry Wish
Il gruppo ha pubblicato il suo primo singolo digitale "Hands Up" l'11 febbraio 2020. Il brano ha marchiato il primo ritorno delle Cherry Bullet come settetto.
Il 6 agosto 2020 le Cherry Bullet pubblicano il singolo "Aloha Oe".
Il 4 gennaio 2021 è stato annunciato che le Cherry Bullet si sono unite alla piattaforma social Weverse. Il gruppo ha pubblicato il suo primo EP Cherry Rush il 20 gennaio 2021, insieme alla traccia apripista "Love So Sweet".
Il 3 febbraio è stato annunciato che le Cherry Bullet sarebbero state gestite dalla nuova sussidiaria di FNC Entertainment, FNC W, la quale è specializzata nella gestione di gruppi femminili.
A giugno Bora, Jiwon e May sono state confermate nel nuovo show di competizione musicale Girls Planet 999, che sarà trasmesso dal 6 agosto del 2021. Jiwon è stata eliminata nell'8º episodio, classificandosi 46º, May è stata eliminata nella semifinale, classificandosi 24º, mentre Bora nella finalissima del 22 ottobre, piazzandosi in 15ª posizione.
Il 2 marzo 2022 le Cherry Bullet tornano dopo più di un anno dall'ultima pubblicazione con l'EP Cherry Wish, e il brano principale "Love In Space".
Il 22 aprile 2024 Il gruppo si è ufficialmente sciolto.

## Immagine pubblica
Le Cherry Bullet sono state modelle per la marca coreana Smart per il 2018, insieme ai BTS. I membri sono stati eletti anche per rappresentare il marchio nel 2019.

## Formazione
Attuale
- Haeyoon (해윤) – leader, voce (2019-2024)
- Yuju (유주) – voce, rap (2019-2024)
- Bora (보라) - voce (2019-2024)
- Jiwon (지원) – voce, rap (2019-2024)
- Remi (레미) – voce (2019-2024)
- Chaerin (채린) – voce (2019-2024)
- May (메이) – voce (2019-2024)

Ex-membri
- Mirae (미래) – leader, voce (2019)
- Kokoro (코코로) – voce (2019)
- Linlin (린린) – voce (2019)

## Discografia

### EP
- 2021 – Cherry Rush
- 2022 – Cherry Wish
- 2023 – Cherry Dash

### Singoli
- 2019 – Let's Play Cherry Bullet
- 2019 – Love Adventure
- 2020 – Hands Up
- 2020 – Aloha Oe
- 2021 – Love So Sweet
- 2022 – Love In Space
- 2023 – P.O.W! (Play On the World)

## Videografia
- 2019 – Q&A[22]
- 2019 – Really Really[23]
- 2020 – Hands Up
- 2020 – Aloha Oe
- 2021 – Love So Sweet
- 2022 – Love In Space
- 2023 – P.O.W! (Play On the World)

## Filmografia
- Insider Channel Cherry Bullet (2018-2019)

## Riconoscimenti

### Asia Artist Award
| Anno | Ricevente     | Premio                                   | Risultato   |
| ---- | ------------- | ---------------------------------------- | ----------- |
| 2019 | Cherry Bullet | Popularity Award (Singer)                | Candidato/a |
| 2019 | Cherry Bullet | Starnews Popularity Award (Female Group) | Candidato/a |

### Genie Music Award
| Anno | Ricevente     | Premio                       | Risultato   |
| ---- | ------------- | ---------------------------- | ----------- |
| 2019 | Cherry Bullet | The Top Artist               | Candidato/a |
| 2019 | Cherry Bullet | The Female New Artist        | Candidato/a |
| 2019 | Cherry Bullet | Genie Music Popularity Award | Candidato/a |
| 2019 | Cherry Bullet | Global Popularity Award      | Candidato/a |

### Melon Music Award
| Anno | Ricevente     | Premio                | Risultato   |
| ---- | ------------- | --------------------- | ----------- |
| 2019 | Cherry Bullet | Best New Artist Award | Candidato/a |

### Mnet Asian Music Award
| Anno | Ricevente     | Premio                            | Risultato   |
| ---- | ------------- | --------------------------------- | ----------- |
| 2019 | Cherry Bullet | Artist of the Year                | Candidato/a |
| 2019 | Cherry Bullet | Best New Female Artist            | Candidato/a |
| 2019 | Cherry Bullet | Worldwide Fans' Choice Top 10     | Candidato/a |
| 2019 | Cherry Bullet | 2019 Qoo10 Favorite Female Artist | Candidato/a |

### Seoul Music Award
| Anno | Ricevente     | Premio               | Risultato   |
| ---- | ------------- | -------------------- | ----------- |
| 2020 | Cherry Bullet | New Artist Award     | Candidato/a |
| 2020 | Cherry Bullet | Popularity Award     | Candidato/a |
| 2020 | Cherry Bullet | Hallyu Special Award | Candidato/a |